# Litoria olongburensis
Litoria olongburensis és una espècie de d'amfibi anur del gènere Litoria de la família dels hílids. Originària d'Austràlia.